# قوات خاصة

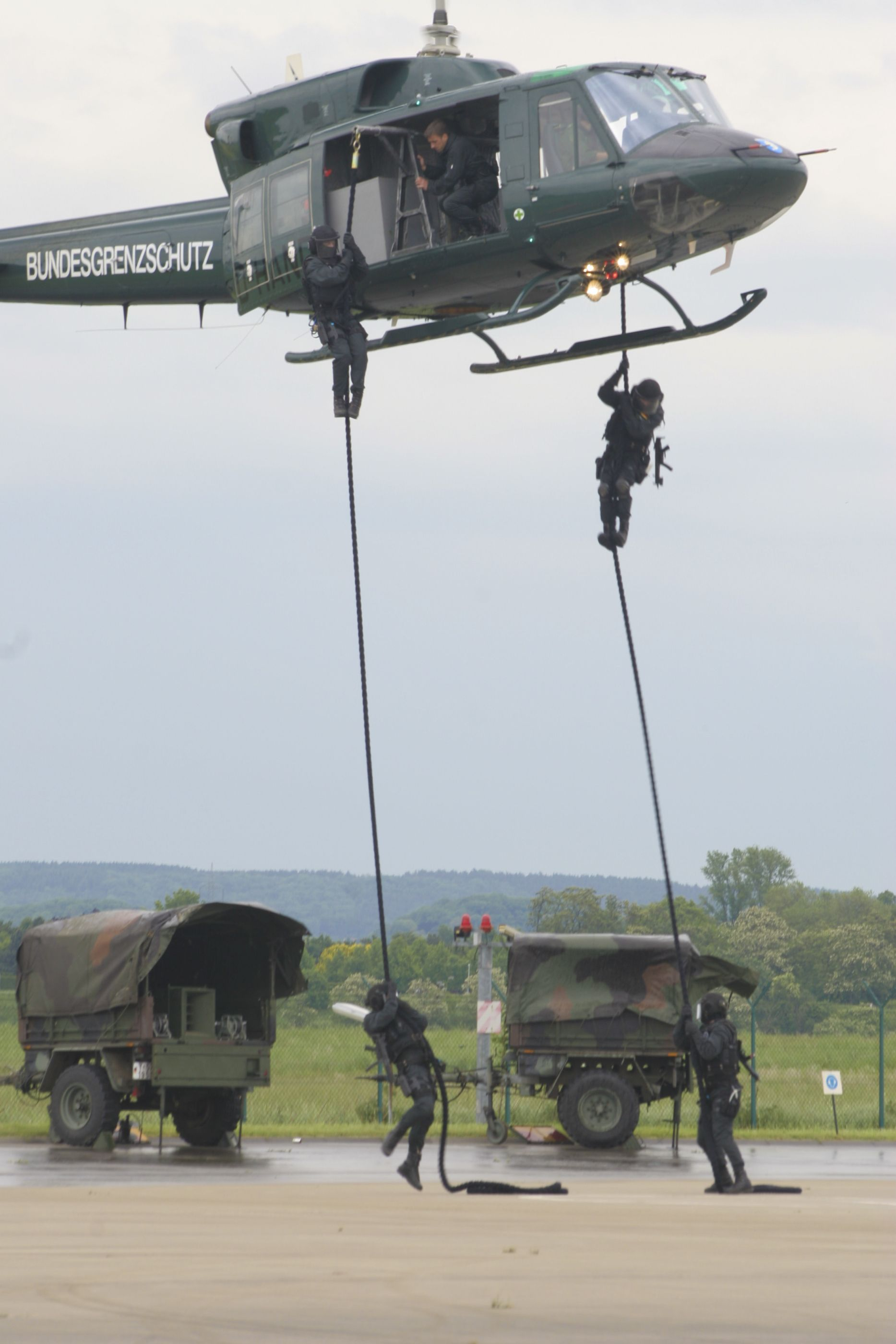
تمرين GSG 9 الألماني (2005).

القوات الخاصة هي قوات في الجيش ذات تدريب متقدم ويحتاج إلى لياقة بدنية عالية وحضور ذهني متقدم للقيام بمهام خاصة وتعتبر صعبة وعالية الخطورة. وكثيرا في الحروب تكلف هذه الوحدات بمهام خلف خطوط العدو إما لتدمير أهداف ذات أهمية إستراتيجية محددة أو القيام بأعمال اغتيال لشخصيات مؤثرة في قيادة القوى المعادية. كما تكلف بجميع العمليات الخطرة خصوصا من تخليص الرهائن، أو فك حصار وإنقاذ وحدات عسكرية من أوضاع صعبة.

## تاريخيا
من الصعب تحديد تاريخ القوات الخاصة. في الواقع، منذ زمن طويل تم استخدام وحدات مدربة تدريبًا خاصًا؛ كما ذكر في الكتاب المقدس بحرب المائة عام.
ذكرت المصادر التاريخية بأن النبي داود كان لديه قوة عسكرية خاصة مكونة من ثلاثين مقاتلًا أطلق عليهم اسم الجبابرة.
إن الاستخدام الحالي لمصطلح «القوة الخاصة» يبدأ حقًا من الحرب العالمية الثانية، لأنه من هذا الصراع كل الأبعاد الجوية والأرضية والمائية كانت خاضعة للسيطرة.

## معرض صور

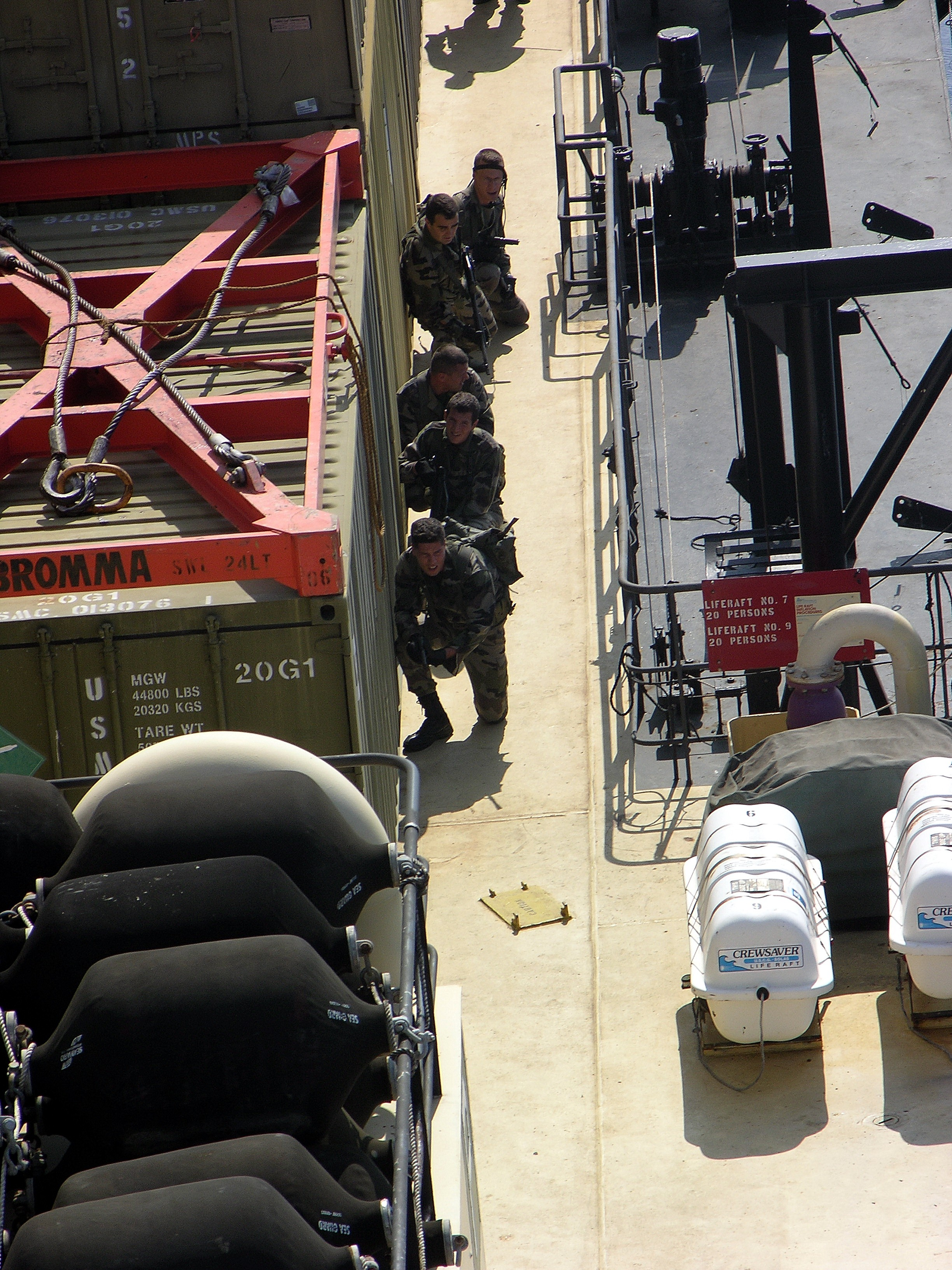
أفراد من القوات الخاصة التابعة لحلف شمال الأطلسي أثناء مناورات
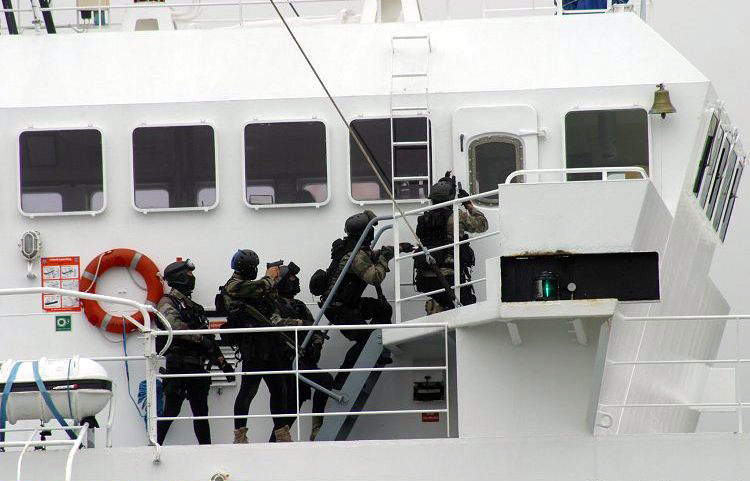
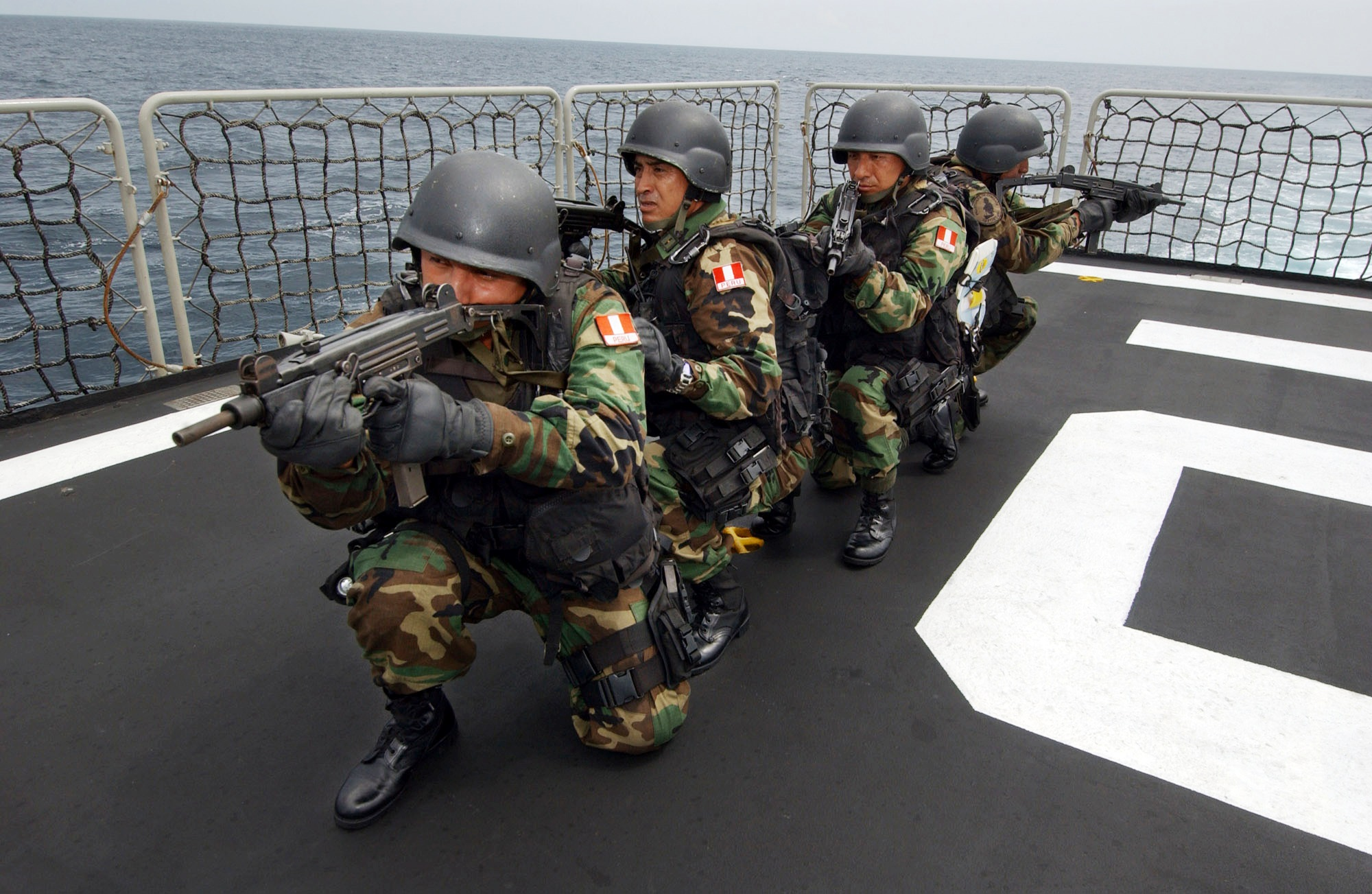
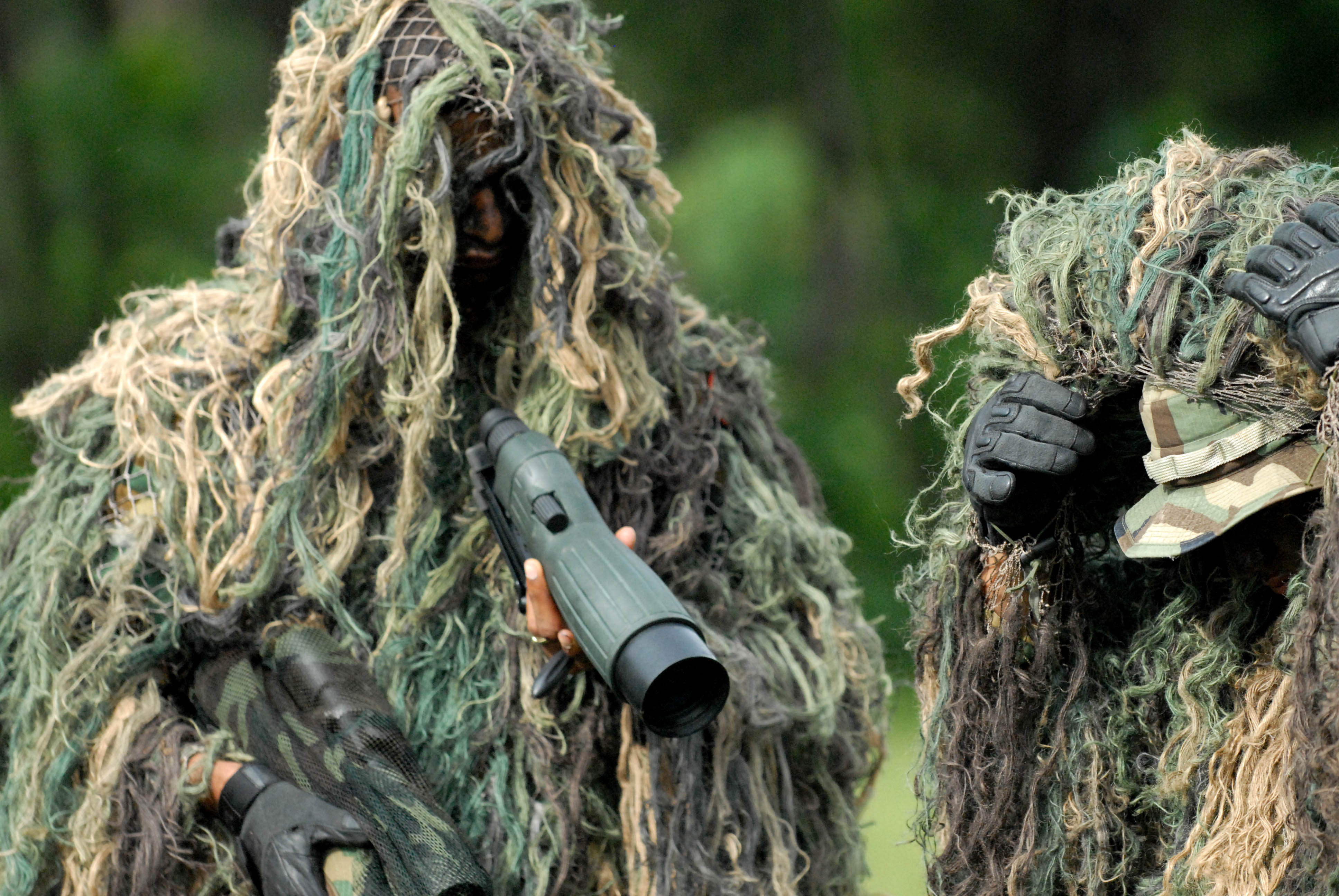
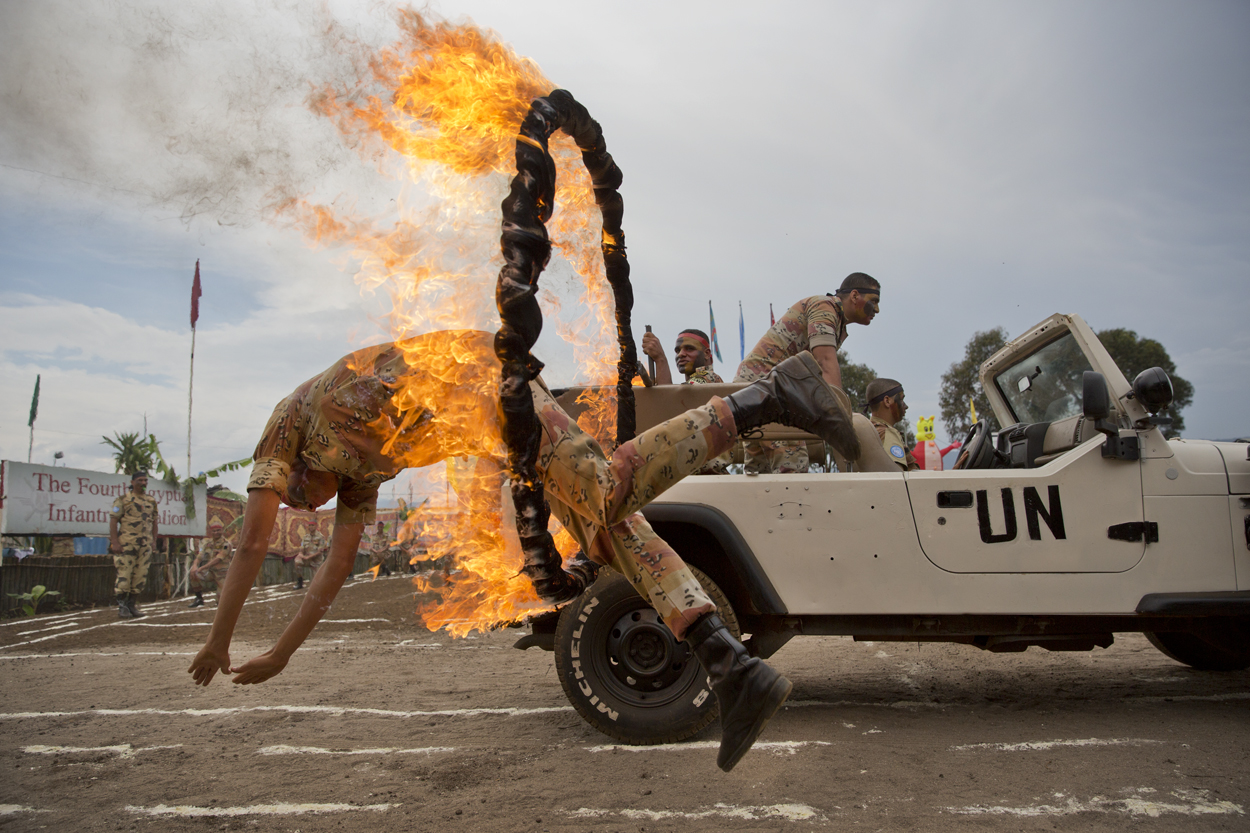
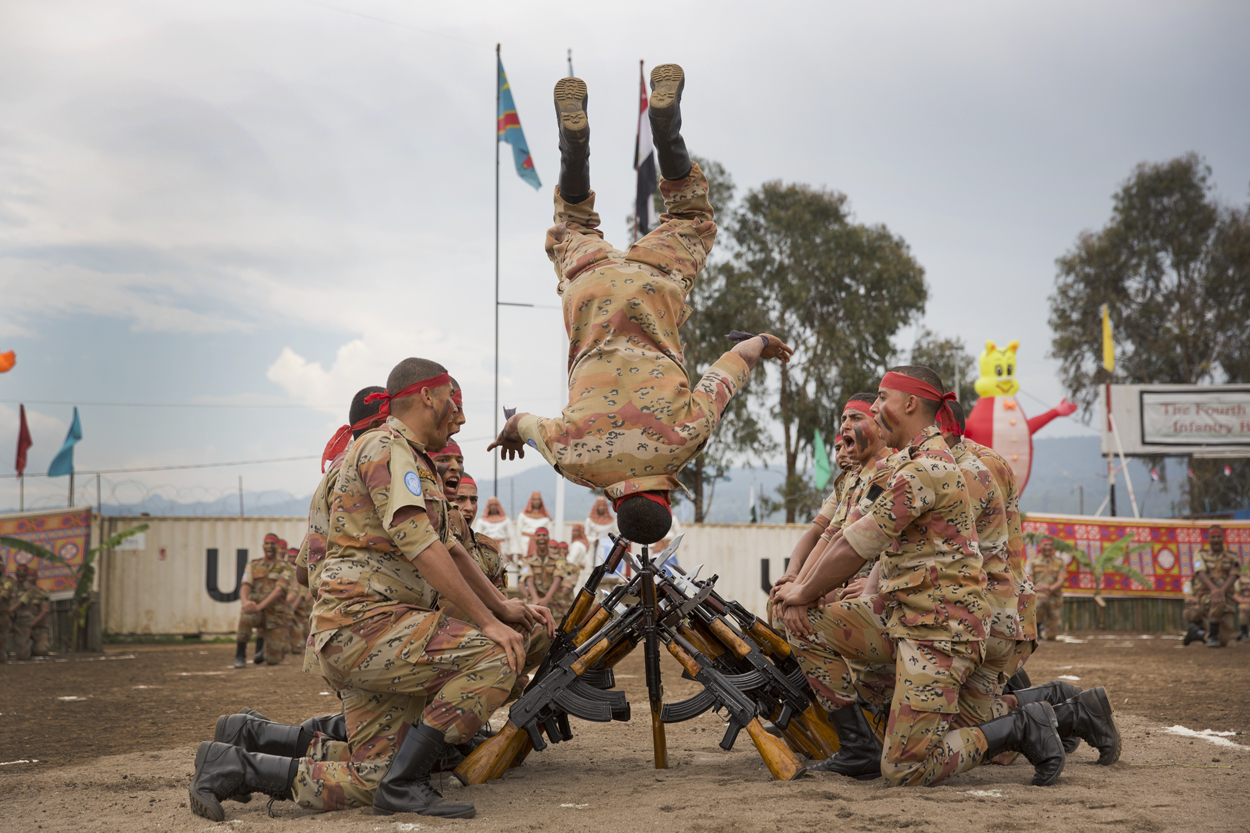
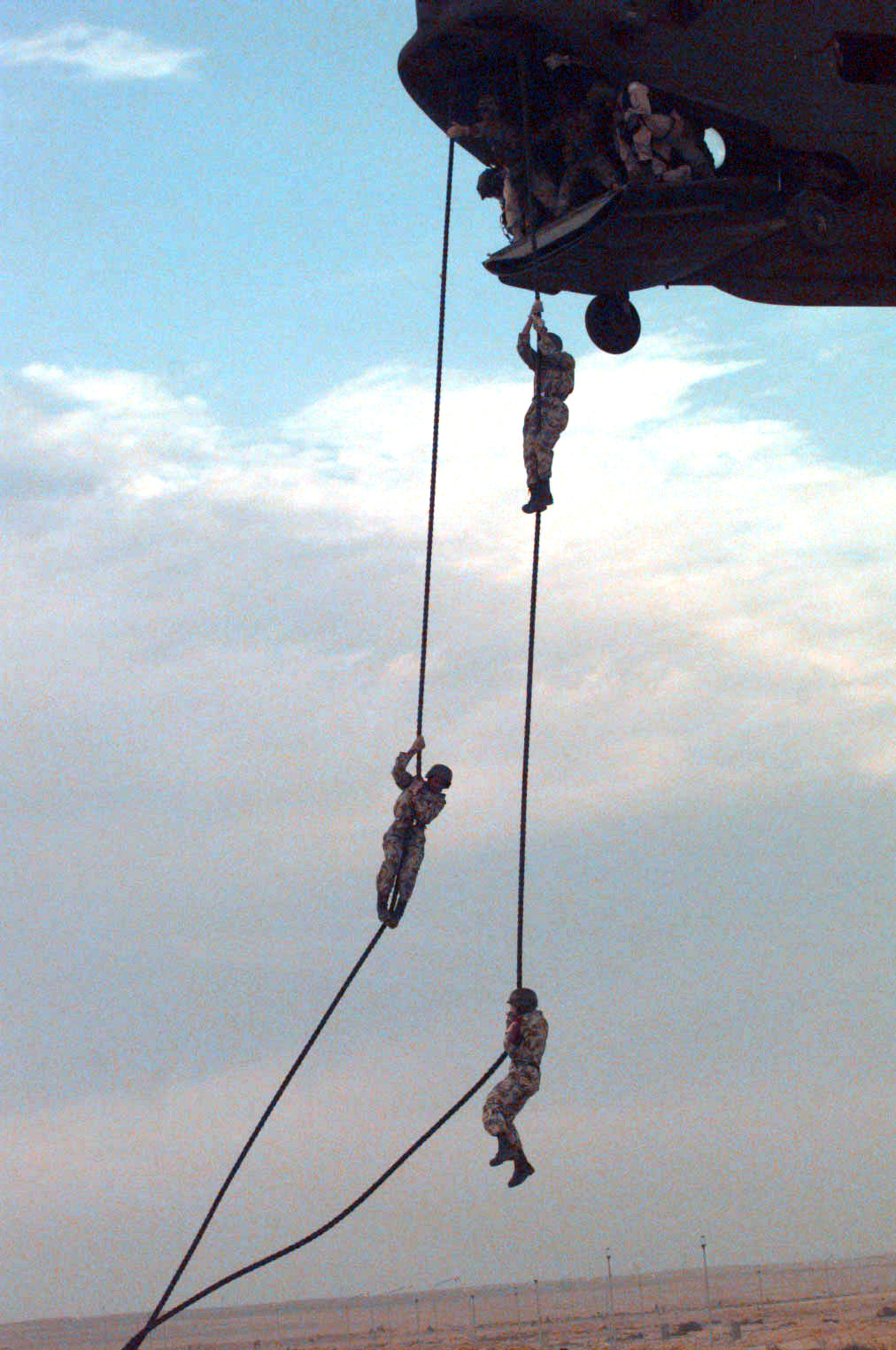
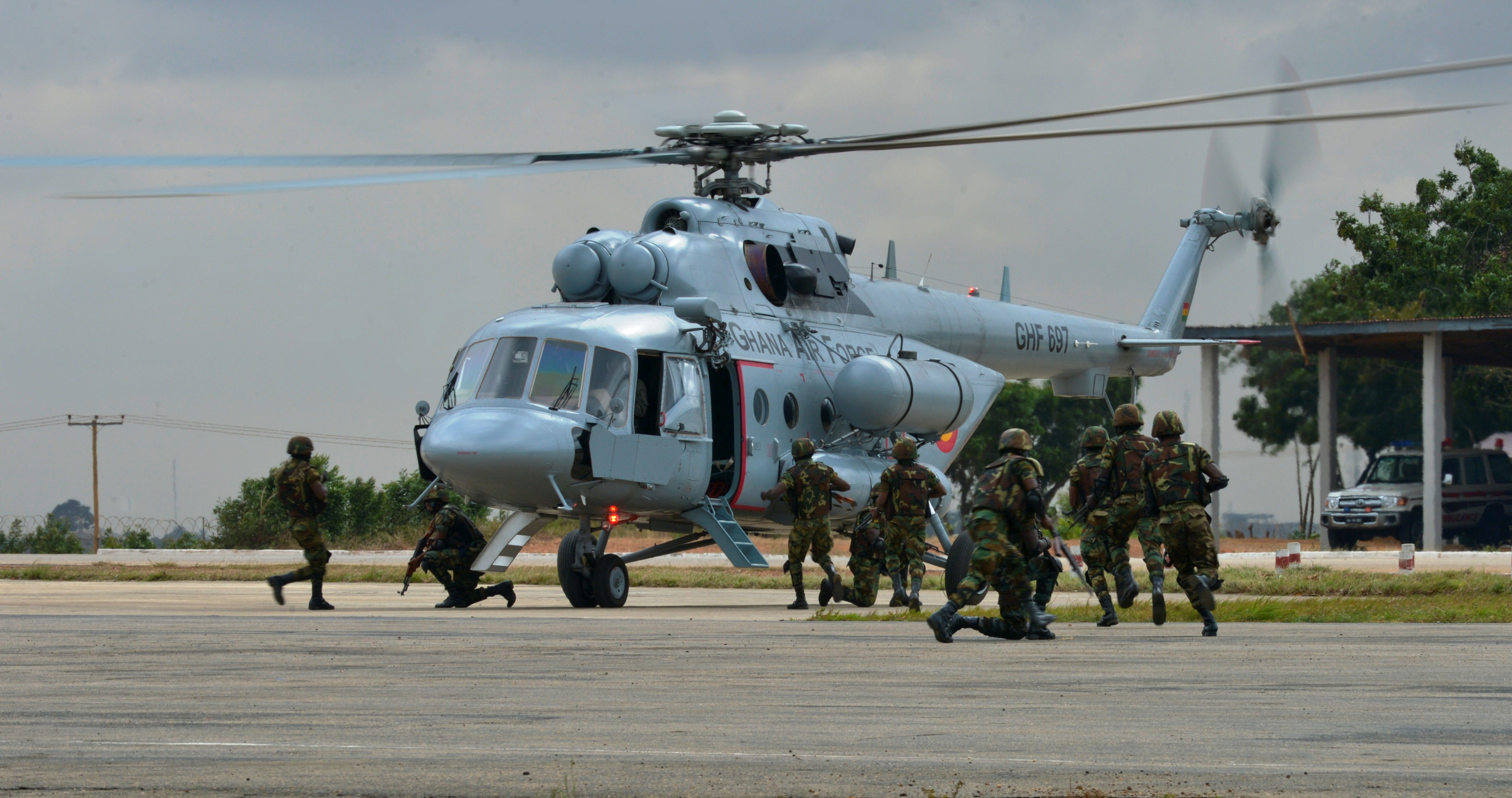
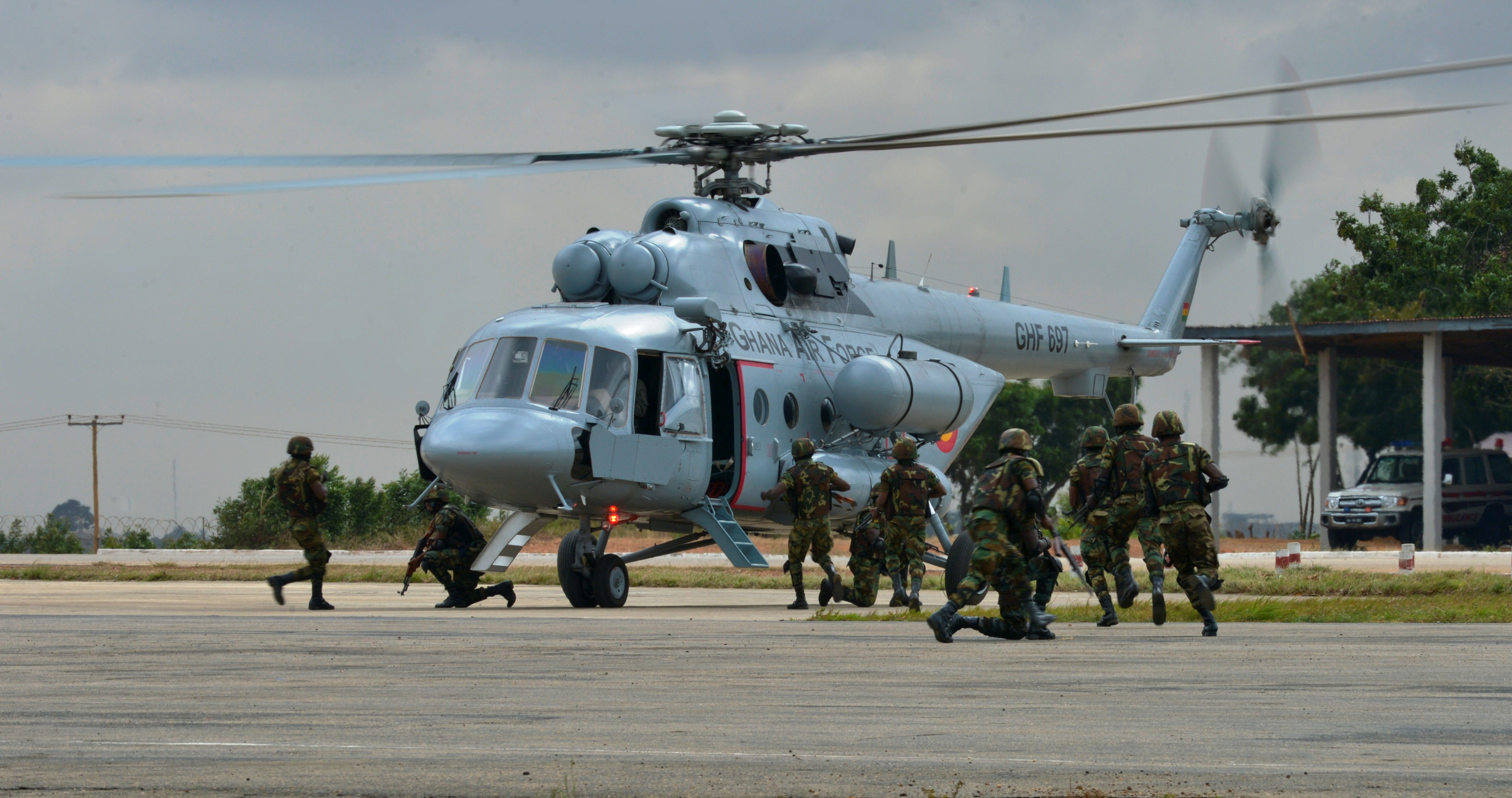